# Església Hospital
L'Església Hospital és una obra barroca de Canet de Mar (Maresme) protegida com a Bé Cultural d'Interès Local.

## Descripció
Església petita annexa a l'hospital. Té porta d'accés amb motllura doble i a sobre n'hi ha una obertura rodona també amb motllura. Té un petit campanar amb espadanya que finalitza la façana. És d'estil barroc però molt senzilla.

## Història
Aquesta església ja funcionava el 1570, per`fou reformada el segle xix, seguint l'alineació de la façana de les cases de pescadors.